# Heterogonium wenzelii
Heterogonium wenzelii är en ormbunkeart som först beskrevs av Edwin Bingham Copeland, och fick sitt nu gällande namn av Holtt. Heterogonium wenzelii ingår i släktet Heterogonium och familjen Tectariaceae. Inga underarter finns listade.